# Fleury-Mérogis
Fleury-Mérogis é uma comuna francesa na região administrativa da Ilha de França, no departamento de Essonne. Estende-se por uma área de 6.51 km². Em 2010 a comuna tinha 3 315 habitantes (densidade: 509,2 hab./km²).